# Langendonker Mühle (Grefrath)
Die Langendonker Mühle war eine Wassermühle an der Niers in Grefrath-Vinkrath mit einem unterschlächtigen Wasserrad.

## Geographie
Die Langendonker Mühle hat ihren Standort auf der linken, ehemals geldrischen Seite der Niers in der Tetendonk beim Ortsteil Vinkrath in der nordrhein-westfälischen Gemeinde Grefrath im Kreis Viersen. Das Gelände, auf dem das Mühlengebäude steht, liegt auf ca. 30 m über NN.
Die Niers in ihrem alten Flussbett versorgte bis zur Regulierung im Jahre 1927 über Jahrhunderte die Langendonker Mühle mit Wasser.  Die Pflege und Unterhaltung des Gewässers obliegt dem Wasser- und Bodenverband der Mittleren Niers, der in Grefrath seinen Sitz hat.

## Geschichte
Die Langendonker Mühle wird im Jahre 1353 von Herzog Reinald von Geldern und seinem Bruder an Godert von Wachtendonk vermutlich in Erbpacht verpachtet. Dessen Nachfahren blieben bis um 1700 im Besitz der landesherrlichen Mühle. Auf der Mühle lag der Mühlenbann für den Raum Grefrath. Wegen der Pachtzinsen, vor allem aber wegen der Nutzung der Wasserkraft und des Staurechts, kam es im 18. Jahrhundert mehrfach zu Auseinandersetzungen und behördlichen Anordnungen. Die herkömmliche Öl- und Mahlmühle wurde um 1770 zum Mahlen von Tabakblättern umgerüstet. Der Krefelder Kaufmann Abraham von der Westen, dem die Mühle seit 1771 gehörte, betrieb eine Schnupftabakproduktion. Ab 1841 wurde sie wieder Getreide- und Ölmühle. Zwei überdachte Wasserräder trieben die Mühle an. Ab dem Jahre 1870 wurde zusätzlich eine 8 PS-Dampfmaschine in Betrieb genommen. Mit der Niersregulierung im Jahre 1927 wurde der Mühlenbetrieb eingestellt.

## Galerie

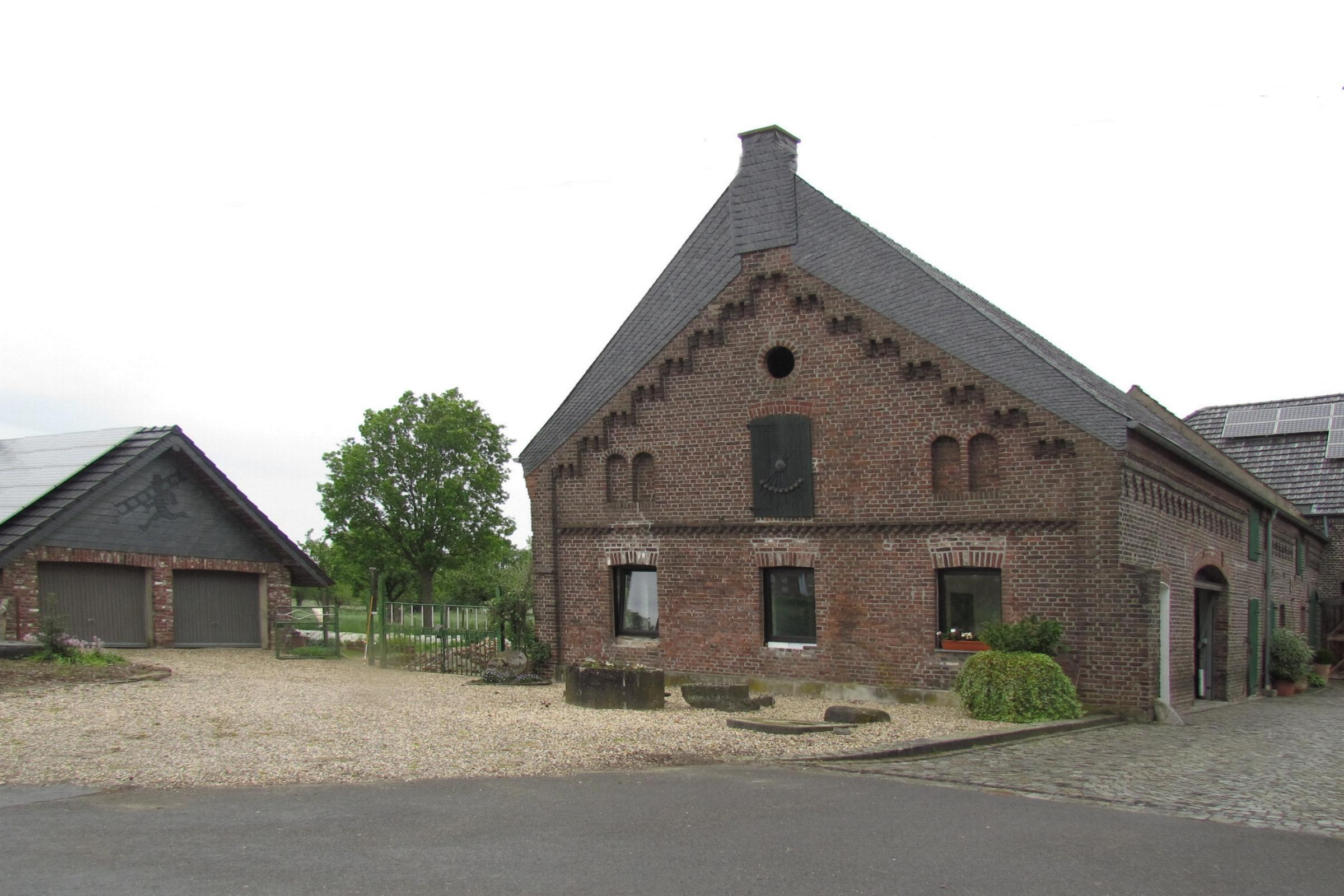
Nebengebäude der Langendonker Mühle
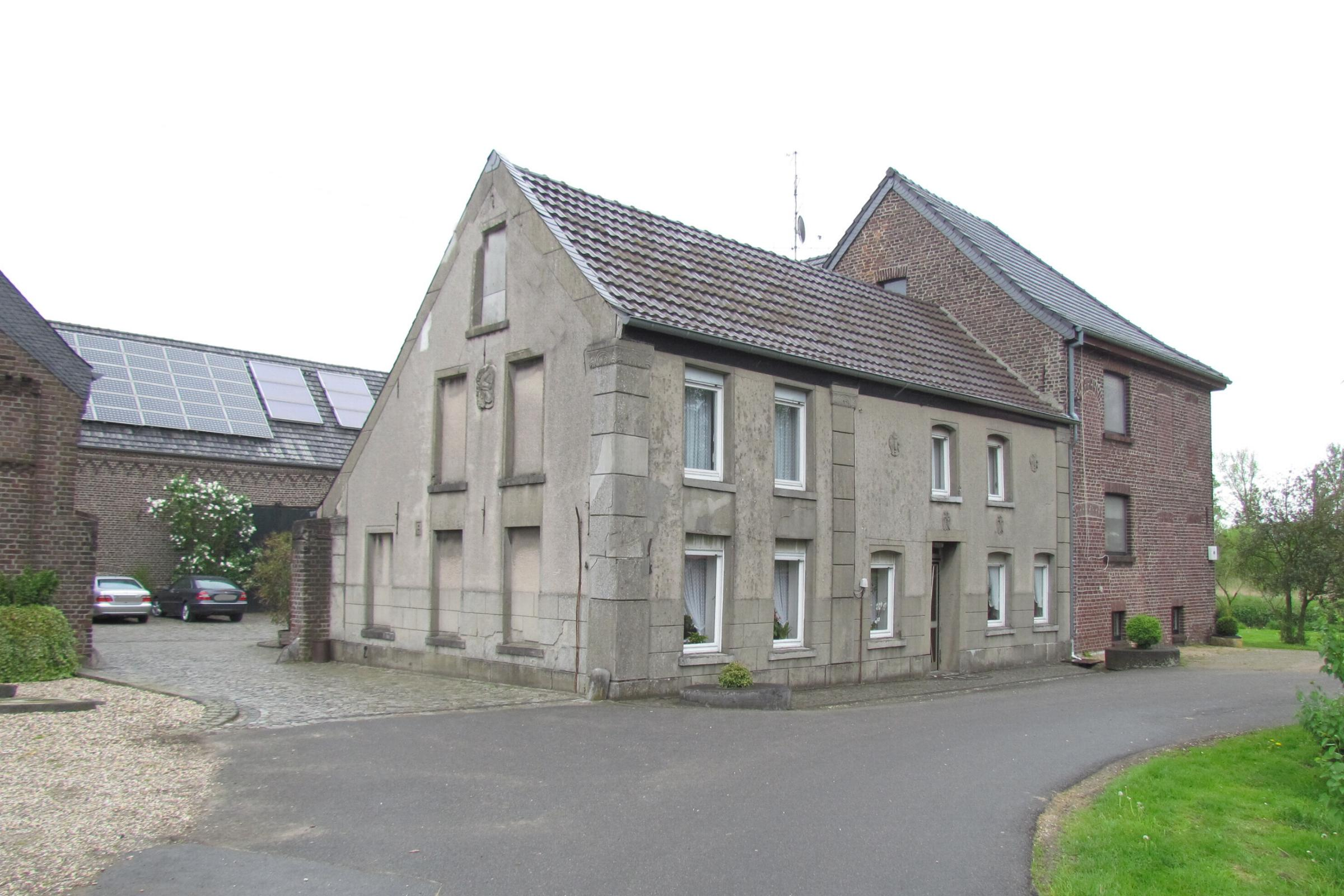
Altes Wohngebäude
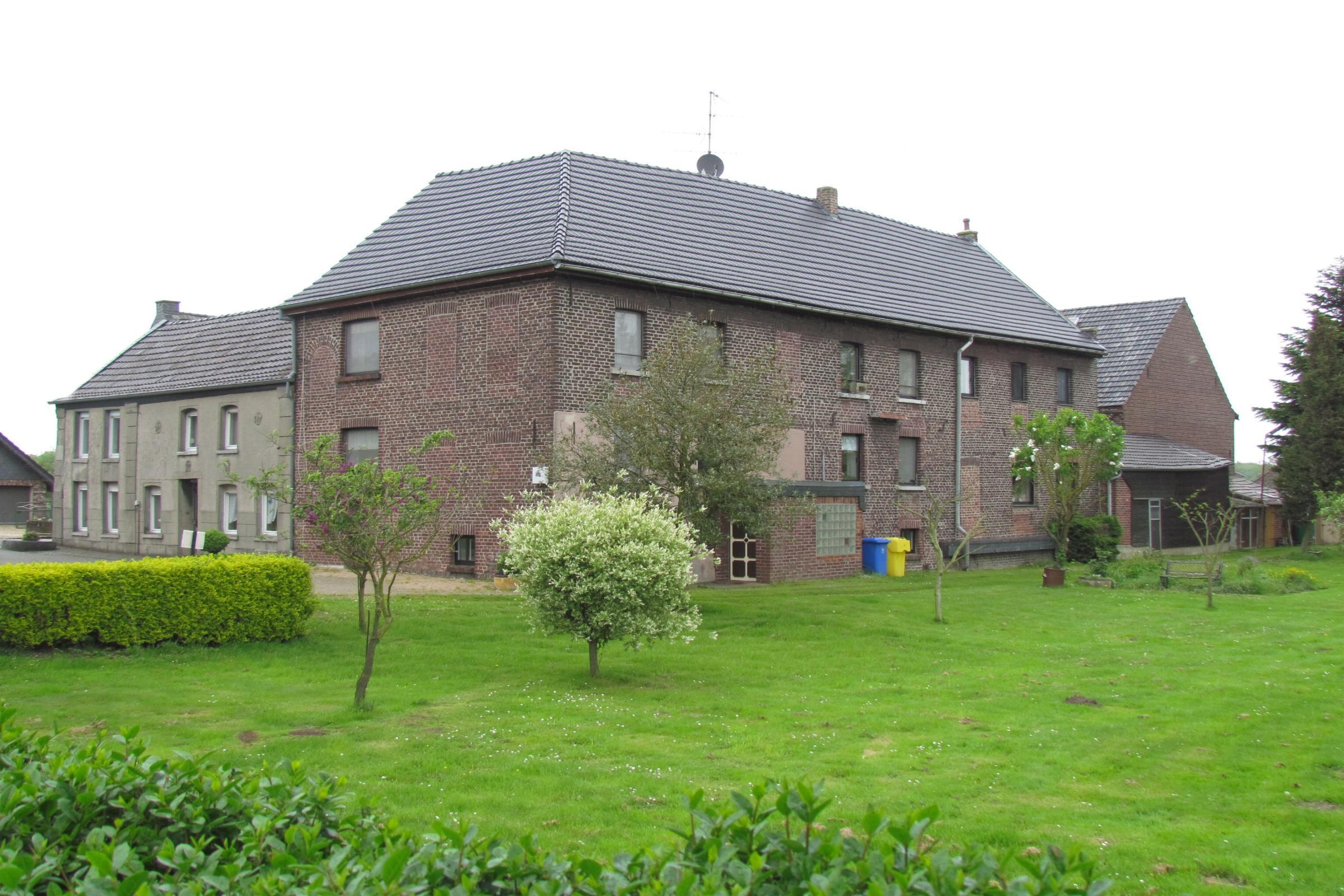
Gebäudekomplex der Langendonker Mühle
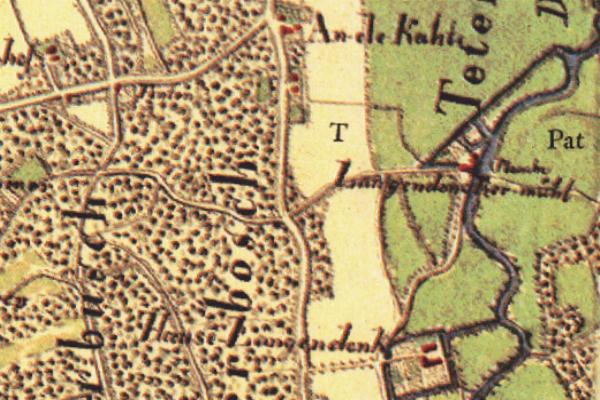
Tranchotkarte 1806